# Alethea Charlton
Alethea Blow Charlton (født 9. august 1931 i Yorkshire i England, død 6. maj 1976) var en skuespillerinde.
Charlton spilte i den aller første Doctor Who-historie, An Unearthly Child i 1963. Hun spillede senere i historien The Time Meddler fra 1965.
Hun spillet også i TV-serierne Z Cars, The Gold Robbers, The Borderers, Doomwatch, Out of the Unknown og Upstairs, Downstairs.